# Луц, Карл
Карл Луц (Лутц, нем. Carl Lutz; 30 марта 1895, Вальценхаузен — 12 февраля 1975, Берн) — швейцарский дипломат, вице-консул в Будапеште в годы Второй Мировой войны.
Праведник мира. Швейцарский дипломат, вице-консул в Будапеште, Венгрия с 1942 года до конца войны. В годы Второй мировой войны спас более 62 000 евреев, выдавая им охранные свидетельства и создавая «дома безопасности». Так, получив однажды от властей 8 000 сертификатов, позволявших не отправлять в лагеря смерти соответствующее количество евреев, намеревавшихся якобы выехать в Палестину, он значительно увеличил количество спасенных по ним людей, дублируя имена и выдавая сертификат не на одного человека, а на целую семью.

## Биография

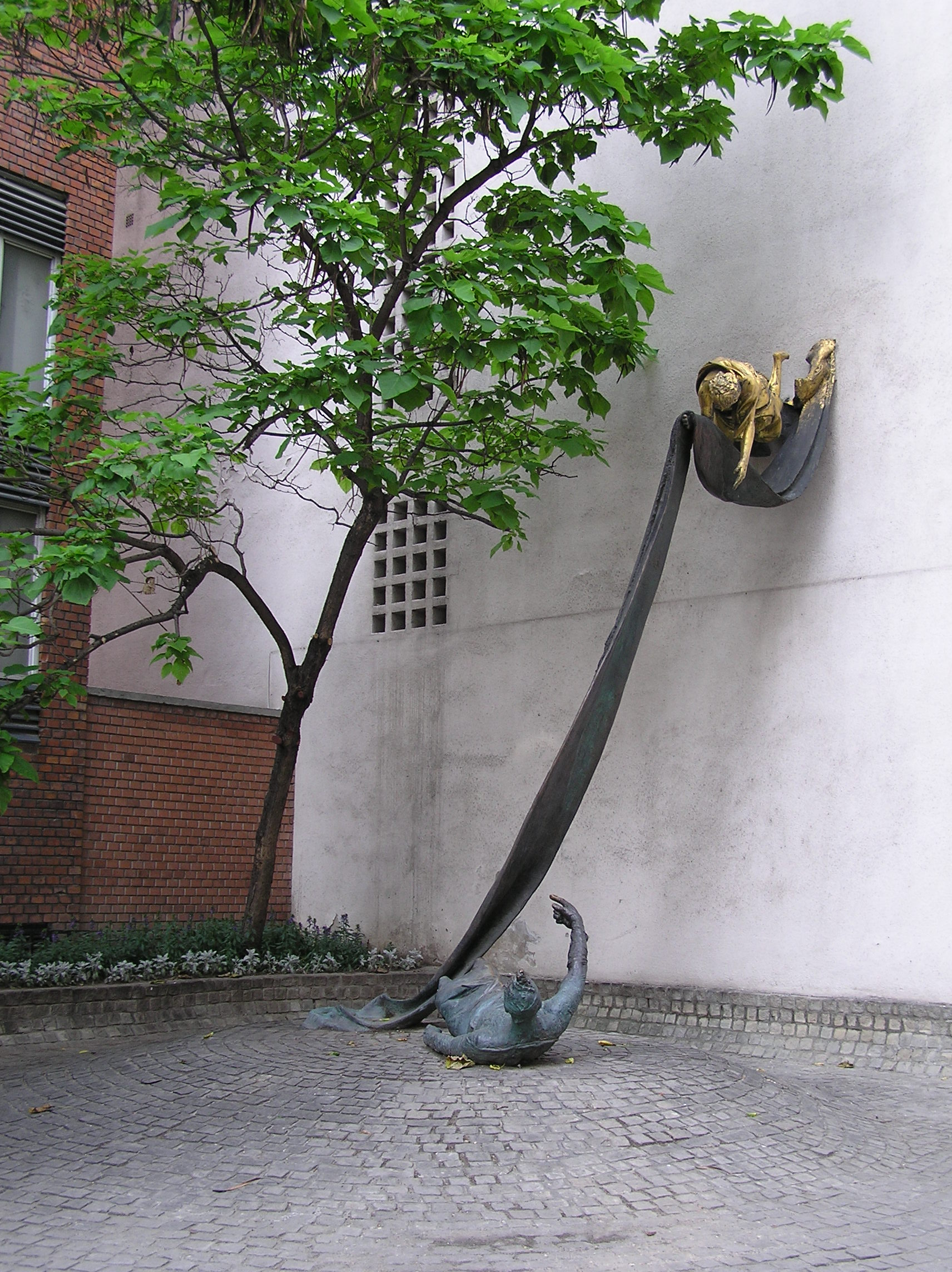
Мемориал К. Луцу в Будапеште

Родился 30 марта 1895 года в Швейцарии. В возрасте восемнадцати лет эмигрировал в США. Учился в Централ-Уэслейен Колледже (Уоррентон, Миссури). В 1920 году начал работу в Швейцарском посольстве в Вашингтоне. Затем продолжил образование в Университете Джорджа Вашингтона, получив степень бакалавра в 1924 году. Работал в консульствах Швейцарии в гг. Филадельфия и Сент-Луис в 1926-34 гг. Затем был назначен швейцарским правительством вице-консулом Генерального консульства Швейцарии в Яффо, Палестина.
В 1942 году его назначают вице-консулом Швейцарии в Будапеште. Карл Луц содействует эмиграции почти 10 тысяч детей венгерских граждан еврейского происхождения.
Его именем названы улицы в Хайфе,Иерусалиме и Берне. В Хайфе улица Charles Lutz street расположена в северной части города, недалеко от моря. В Берне Carl-Lutz-Weg расположена на востоке города и соединяет Бальмерштрассе и Вельтиштрассе в Шоссхальде.
В 1999 году в Швейцарии была выпущена серия почтовых марок, посвященных К. Луцу.

## Признание заслуг
После попытки обвинить его в превышении полномочий во время дипломатической работы, в 1958 г. вскрылся его подвиг. В Хайфе, Израиль в его честь была названа улица, а Яд Вашем признал его праведником народов мира. Это произошло в 1965 году.